# Кристоф Вернер фон дер Асебург
Кристоф Вернер фон дер Асебург-Гунслебен (на немски: Christoph Werner von der Asseburg zu Gunsleben; * пр. 11 юли 1694 в Ампфурт (днес част от Ошерслебен) в Саксония-Анхалт; † 28 септември 1761 в Халберщат, погребан в Гунслебен) е благородник от род фон дер Асебург от „линията Ампфурт, Егенщет и Гунслебен“, господар в Гунслебен, пруски кралски полковник, катедрален пропст в Хавелберг, Бранденбург.
Той е вторият син (от 16 деца) на Фридрих Аше фон дер Асебург (* 1653/1654; † 3 март 1720), господар в Ампфурт (1660 – 1712), и Йохана Сидония фон Хаген-Гайст (* 1663; † 14 април 1705, Ампфурт), дъщеря на Фридрих Улрих фон Хаген-Гайст-Грьонинген и Илза София фон Бенигзен.
Баща му Фридрих Аше фон дер Асебург е много задължен финансово и продава дворец Ампфурт на Брауншвайгския камер-съветник Лозе за 73 500 талер. Новият собственик продава двореца през 1715 г. на крал Фридрих Вилхелм I Пруски.
Кристоф Вернер фон дер Асебург построява 1754 г. бароковото имение в Гунслебен (Бьорде) и през 1768 г. инспекторската къща.
На 15 октомври 1840 г. внук му Лудвиг Август фон дер Асебург-Фалкенщайн (1796 – 1869) е издигнат на граф на Асебург-Фалкенщайн. Дворецът Гунслебен е от 1453 до 1945 г. собственост на фамилията фон дер Асебург.

## Фамилия
Кристоф Вернер фон дер Асебург-Гунслебен се жени на 28 декември 1749 г. (1750 г.) за Хелена Катарина фон Алвенслебен „от Черната линия“ (* 26 октомври 1723; † 23 декември 1799, Халберщат), сестра на генерал-майор Ахац Хайнрих фон Алвенслебен (1716 – 1777), дъщеря на Фридрих Вилхелм фон Алвенслебен II (1683 – 1752) и Хенриета София фон Вердер (1686 – 1750). Те имат четири деца, един син и три дъщери:
- Фридрих Хайнрих фон дер Асебург-Гунслебен (* 24 февруари 1752, Хавелберг, Бранденбург; † 27 октомври 1808, Бланкенбург), женен на 9 април 1778 г. в Мюлтроф за Шарлота Августа фон Коспот (* 8 авхуст 1756, Мюлтроф; † 30 декември 1836, Брауншвайг)
- Йохана Фридерика София фон дер Асебург (* 28 октомври 1750)
- Хенриета Сидония Йохана фон дер Асебург (* 14 октомври 1753; † сл. 1836), омъжена за фон Скрбенски
- Луиза София Хелена фон дер Асебург (* 18 ноември 1757, Халберщат; † 25 март 1846, Золдин), омъжена за Ханс фон Щранц († 4 октомври 1815, Гранцов)

Вдовицата му Хелена Катарина фон Алвенслебен се омъжва втори път на 18 декември 1763 г. в Кведлинбург за Адолф Фридрих фон Дитфурт цу Данкерзен († 1776).